# Díaz (Santa Fe)
Díaz es una localidad del departamento San Jerónimo, en el centro sur de la provincia de Santa Fe, Argentina, ubicada sobre la RP 65, entre las localidades de Monje y San Genaro. Se encuentra a 107 km de la ciudad de Santa Fe y a 74 km de Rosario.

## Población
Cuenta con 1,886 habitantes (Indec, 2010), lo que representa un incremento del 15% frente a los 1,782 habitantes (Indec, 2001) del censo anterior.este 2022 incremento a 2234 habitantes
| Gráfica de evolución demográfica de Díaz entre 1991 y 2010 |
|                                                            |
| Fuente: Censos nacionales del INDEC                        |

## Parajes
- Campo Baratti
- Las Pencas

## Santa patrona
- Santa Rosa de Lima, festividad: 30 de agosto

## Creación de la comuna
- 20 de diciembre de 1922

## Entidades deportivas

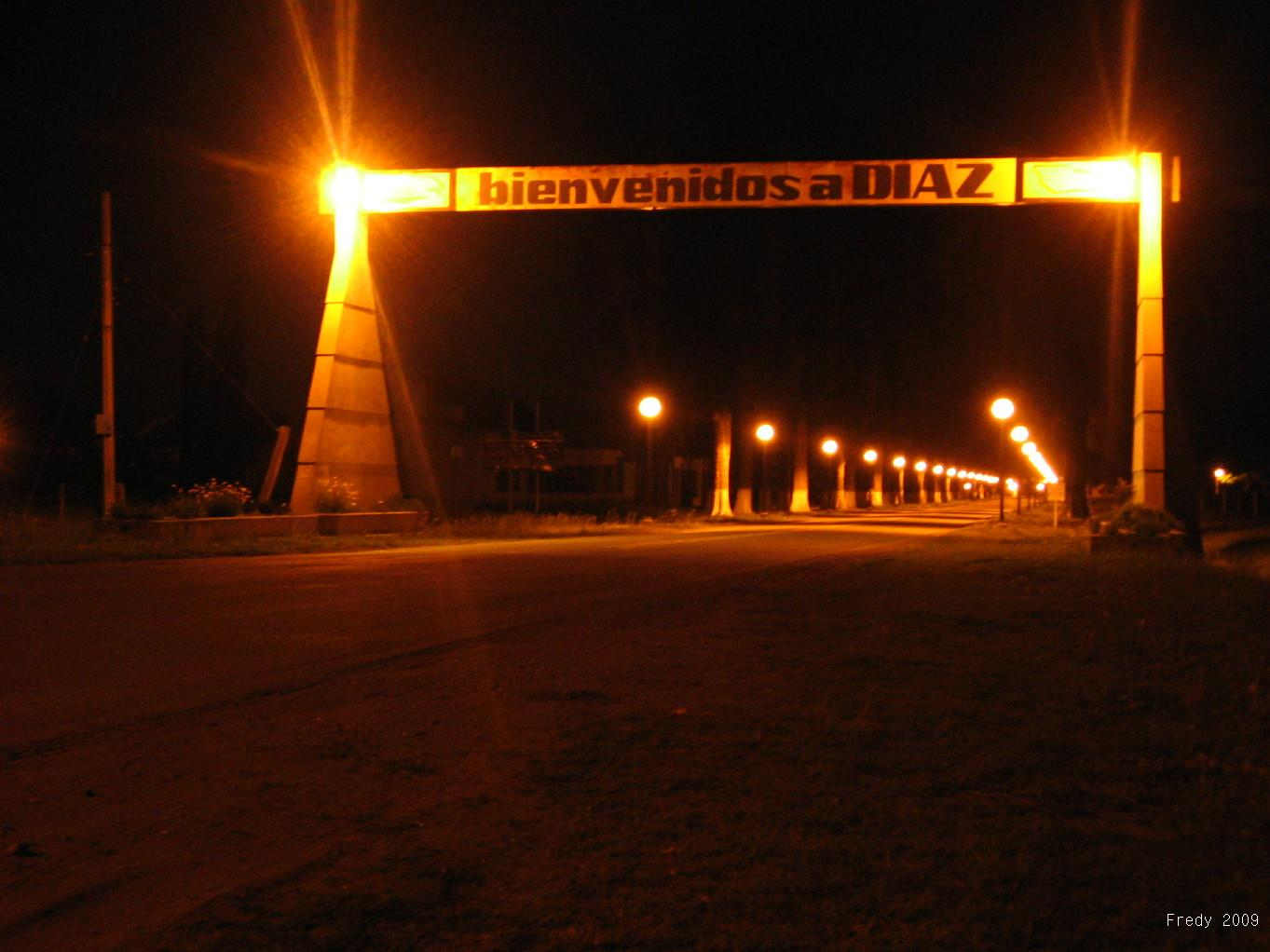
Entrada a la Localidad de Díaz.

- Club Atlético Sportivo Díaz
- Defensores de Díaz
- Díaz Bochin Club

## Parroquias de la Iglesia católica en Díaz
| Arquidiócesis | Santa Fe de la Vera Cruz |
| ------------- | ------------------------ |
| Parroquia     | Santa Rosa de Lima       |